# Back to the 80’s (Aqua-dal)
A Back to the 80's című dal a dán-norvég Aqua zenekar első kimásolt kislemeze a Greatest Hits című válogatás albumról. A dalt Søren Rasted, és Claus Norreen írták. A dal legutóbbi dala 2001-ben jelent meg, a We Belong to the Sea címmel, azonban jelentős sikert nem ért el. A dal 2009. május 25-én jelent meg.

## Előzmények
A dal számos 1980-as évekbeli híres embert, ikont, és tárgyat felvonultat a dalában. Többek között: Ronald Reagan, Don Johnson, Miami Vice, Michael Jackson, Commodore 64, Rocky, Cherry Coke, Twisted Sister, MTV, Iron Maiden, 7Up, Bananarama, The Breakfast Club, Huey Lewis, David Hasselhoff, Bill Cosby, Rubik-kocka, Arnold Schwarzenegger, és sokan mások.
A kislemez nemzetközi kiadásakor az együttes úgy döntött, hogy megváltoztatja az eredeti dán kiadás szövegeit. A "When M&M was just a snack and Arnie told us I'll be back" című dalszöveget "When M&M was just a snack and Arnie told us I'll be back" címűre változtatva, Jackson tiszteletben tartása mellett, mivel csak egy hónappal a kislemez megjelenése után hunyt el.
A dal CD kislemezen megjelent Franciaországban 2009. november 9-én, mely az eredeti változat mellett két további remixet is tartalmazott.

## Videoklip
A videóklip készületeit május közepén jelentették be, és a hosszú utómunkálatok miatt a videó csak 2009. június 10-én került fel a világhálóra. A klipben a csapat különféle zöld háttér előtt szemlélteti a 80-as évek beli divatot. A videót az "Aquascope"-ben mutatták be, visszatérve az akvárium korszak hagyományához.

## Sikerek
A dal 2009. június 5-én debütált a dán singles chart és airplay chart listán az első helyen. A dán rádióban a legtöbb 585-szor lejátszott dalért jelölést szerzett. Norvégiában a 8. helyig jutott a dal.

## Számlista
| 1. | Back to the 80s | 3:44 |

| 1. | Back to the 80s (Radio Edit)                 |                            | 3:44 |
| 2. | Back to the 80s ((D.J Tool's) Remix 2009)    | René Dif, Michael Parsberg | 5:28 |
| 3. | Back to the 80s (Fugitive's Retro Mastermix) | Kenny Hayes                | 5:26 |

| 1. | Back to the 80s                              |             | 3:46 |
| 2. | Back to the 80s (Fugitive's Retro Mestermix) | Kenny Hayes | 5:26 |

| No. | Cím                                  | Hossz |
| --- | ------------------------------------ | ----- |
| 1.  | "Back To The 80s"                    | 3:47  |
| 2.  | "Back To The 80s" (Extended Version) | 6:37  |
| 3.  | "Back To The 80s" (Remix)            | 6:32  |

## Slágerlista
| Slágerlista (2009)                 | Legjobb helyezés |
| ---------------------------------- | ---------------- |
| Dánia (Tracklistan)                | 1                |
| Dánia Airplay (Tracklisten)        | 1                |
| Dánia Bit Track (Tracklisten)      | 1                |
| Dánia Digital Songs (Billboard)    | 1                |
| Dánia Ringtoner (Tracklisten)      | 1                |
| Franciaország (SNEP)               | 20               |
| Norvégia (VG-lista)                | 3                |
| Norvégia Digital Songs (Billboard) | 3                |
| Svédország (DigiListan)            | 21               |
| Svédország (Sverigetopplistan)     | 25               |

### Minősítések
| Ország                 | Minősítés | Eladások |
| ---------------------- | --------- | -------- |
| Dánia (IFPI Denmark)   | platina   | 30.000   |
| Norvégia (IFPI Norway) | platina   | 10.000   |